# Gloucester Courthouse
Gloucester Courthouse és una concentració de població designada pel cens dels Estats Units a l'estat de Virgínia. Segons el cens del 2000 tenia 2.269 habitants.

## Demografia
Segons el cens del 2000, Gloucester Courthouse tenia 2.269 habitants, 857 habitatges, i 561 famílies. La densitat de població era de 125,3 habitants per km².
Dels 857 habitatges en un 28,1% hi vivien nens de menys de 18 anys, en un 51,3% hi vivien parelles casades, en un 11% dones solteres, i en un 34,5% no eren unitats familiars. En el 30,6% dels habitatges hi vivien persones soles el 15,5% de les quals corresponia a persones de 65 anys o més que vivien soles. El nombre mitjà de persones vivint en cada habitatge era de 2,28 i el nombre mitjà de persones que vivien en cada família era de 2,82.
Per edats la població es repartia de la següent manera: un 20% tenia menys de 18 anys, un 5,5% entre 18 i 24, un 23,7% entre 25 i 44, un 23,8% de 45 a 60 i un 27,1% 65 anys o més.
L'edat mediana era de 46 anys. Per cada 100 dones de 18 o més anys hi havia 71,3 homes.
La renda mediana per habitatge era de 40.292 $ i la renda mediana per família de 56.406 $. Els homes tenien una renda mediana de 43.971 $ mentre que les dones 26.477 $. La renda per capita de la població era de 20.749 $. Entorn del 4,3% de les famílies i el 6,2% de la població estaven per davall del llindar de pobresa.

## Poblacions més properes
El següent diagrama mostra les poblacions més properes.